# 675 Ludmilla
A 675 Ludmilla egy a Naprendszer kisbolygói közül, amit Joel Hastings Metcalf fedezett fel 1908. augusztus 30-án.